# ونز
ونز (به فرانسوی: Vannoz) یک کامین در فرانسه است که در Canton of Champagnole واقع شده‌است.

## خصوصیات
ونز ۵٫۷۵ کیلومترمربع مساحت و ۲۱۸ نفر جمعیت دارد.